# Ladislas Ignace de Bercheny
Ladislas Ignace de Bercheny de Szekes, comte de Bercheny (en hongrois Bercsényi László), né le 3 août 1689 à Eperjes (en allemand Preschau, aujourd'hui Prešov en Slovaquie) en Haute-Hongrie, dans l'Empire des Habsbourg, et mort le 9 janvier 1778 à Luzancy, en France, est un militaire hongrois naturalisé français, qui a été élevé à la dignité de maréchal de France en 1758.

## Biographie

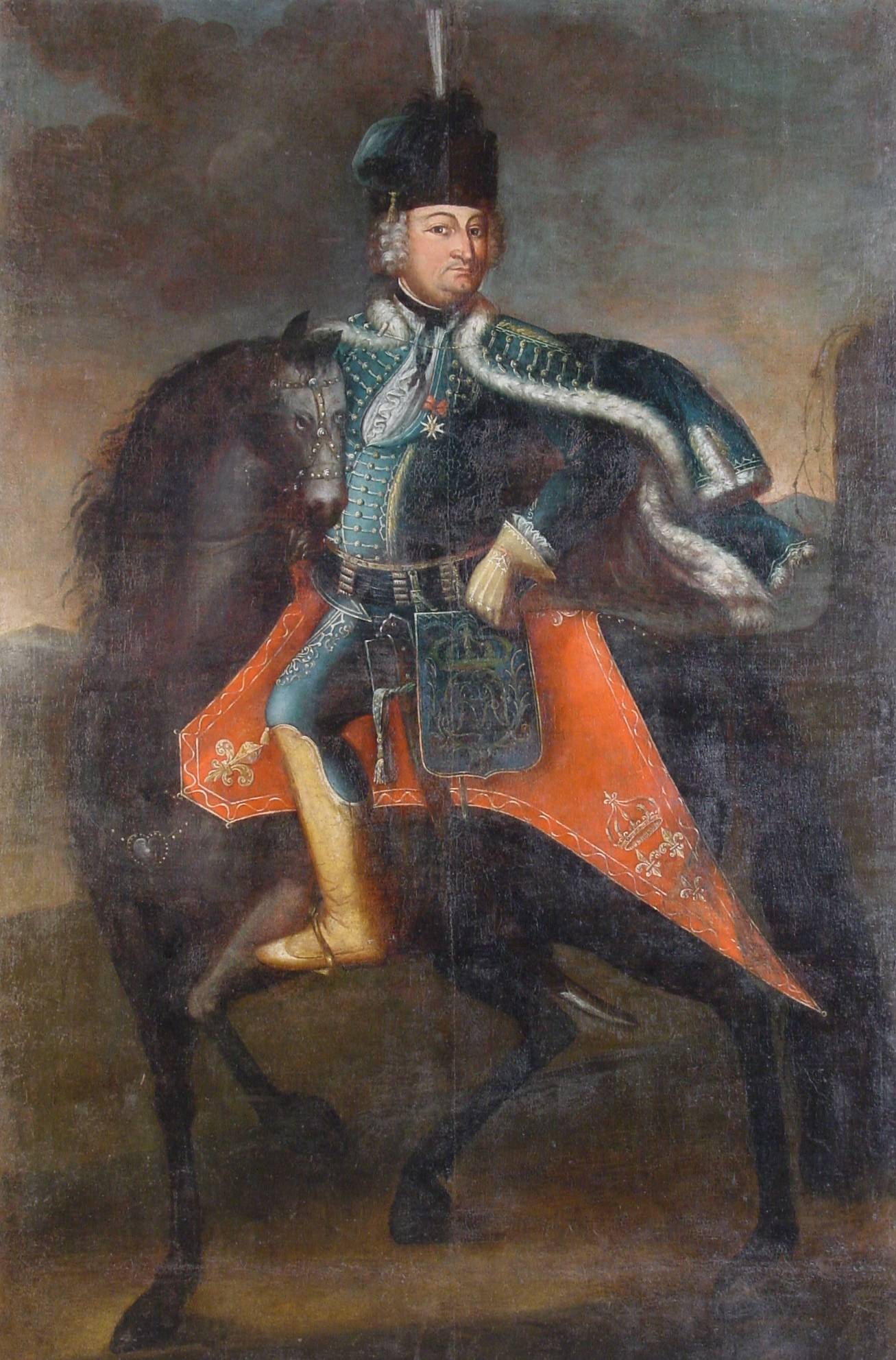
Ladislas Ignace de Bercheny

Ladislas Ignace est le fils de Miklós Bercsényi, officier qui sert brillamment son pays contre les Turcs, et de Christine Drugeth de Homonna. À 19 ans, il est capitaine dans la Compagnie de Gentilshommes Hongrois, qui assure la protection de François II Rákóczi pendant la guerre d'indépendance contre l'archiduché d'Autriche. Il participe aux campagnes de 1708, 1709 et 1710 et se distingue notamment lors de la bataille de Trencsén en sauvant la vie du prince blessé.
Venu en France en 1712, à l'âge de 23 ans, Ladislas de Bercheny fait preuve de qualités militaires exceptionnelles et ne tarde pas à gagner la faveur de Louis XIV qui le maintient dans le grade de capitaine obtenu en Hongrie, le verse dans le corps des cavaliers mousquetaires. Le 31 décembre 1712, il est nommé lieutenant-colonel au régiment de Rattky-Houssards et s’y distingue dans le Palatinat.
En 1720, il sollicite du Régent l'autorisation de lever un régiment de hussards parmi les émigrés hongrois installés à Constantinople. Les hussards de Bercheny (aujourd'hui 1er RHP) sont, depuis la dissolution du régiment des hussards de Lynden (anciennement de Rattky), le plus ancien régiment de hussards français encore en activité. 
Le 16 mai 1726, il épouse Anne-Catherine de Wiet-Girard (1702-1766), dont le père Jacques-Antoine, issu de la bourgeoisie de Haguenau, est seigneur de Wiet, capitaine au régiment d'Humières, puis directeur-général des fortifications d'Alsace. Six de leurs douze enfants survivront. 
Il obtient la nationalité française en décembre 1726. 
Il participe aux guerres des années 1730 et 1740 : la guerre de Succession de Pologne et la guerre de Succession d'Autriche, où ses hussards font merveille. Il devient brigadier des armées du roi en 1734, maréchal de camp en 1738. Il est nommé inspecteur général des hussards en 1743 et lieutenant-général en 1744 après la reconquête de l’Alsace. Il se distingue l’année suivante en protégeant la retraite du prince de Conti. Il eut sous ses ordres outre ses hussards, jusqu’à 32 escadrons de cavalerie.
Il obtient la Grand-Croix de Saint-Louis en 1753 et la distinction suprême de maréchal de France le 15 mars 1758. Comblé d’honneurs, il demande de ne plus être envoyé en campagne et se retire à Lunéville, en Lorraine, où règne son ami Stanislas Leszczynski, ex-roi de Pologne et beau-père de Louis XV.
En Lorraine, il est Grand-écuyer du duché de Lorraine, conseiller-chevalier d'honneur de la Cour souveraine de Lorraine (1738) ; il est nommé gouverneur des villes et châteaux de la principauté de Commercy (1748) et Grand-bailli d'épée (1751). 
Il réside à Lunéville jusqu’à la mort de Stanislas Leszczynski, en 1766, puis dans son domaine de Luzancy, acheté en 1729.
Il était seigneur de Luzancy, Messy, Courcelles, Clerenval, Florrenval, etc.

## Armoiries
| Figure | Nom du prince et blasonnement |
|        | Armes du comte de Bercheny Parti : au 1, de gueules, à la croix pattée d'argent, cantonnée de quatre croisettes du même; au 2, d'azur, à une licorne d'argent, issante d'une couronne d'or posée sur deux montagnes d'argent, mouv. de la pointe de l'écu. |

### Sources et bibliographie
- F.A. Aubert de la Chesnaye, J. Badier: Dictionnaire de la noblesse, Chez la veuve Duchesne, 1771,